# Rebelión bagauda (409-417)
La rebelión bagauda entre los años 409 y 417 fue un conflicto bélico que enfrentó a la población del noroeste de la Galia, sucesivamente, contra los invasores del Rin, el usurpador Constantino de Britania y el gobierno del Imperio romano de Occidente. Comenzó a mediados del año 409 cuando los habitantes de esta zona formaron grupos de autodefensa y comenzaron a hostigar tanto a los citados invasores del Rin como a los funcionarios de Constantino de tal manera que los primeros prefirieron abandonar la Galia e invadir Hispania mientras que los segundos fueron expulsados y el usurpador perdió el control de las provincias afectadas.
El gobierno de Honorio no pudo hacer nada para recuperarlas tras acabar con Constantino en 411 debido a que la guerra contra los visigodos y la defensa frente a usurpaciones eran su máxima prioridad. Tampoco Jovino —un nuevo usurpador surgido ese año en la Galia— les dedicó su atención. No fue hasta el año 417 y una vez finalizada la guerra contra los visigodos cuando el gobierno imperial pudo volver a controlarlas gracias a una exitosa campaña dirigida por Exuperancio.

## Antecedentes
La noche de fin de año de 406, una coalición de tribus danubianas —alanos, vándalos asdingos, vándalos silingos, marcomanos y cuados— arrollaron las defensas fronterizas del Rin e invadieron la Galia donde saquearon sus principales ciudades. Solo pudieron ser detenidos cuando el usurpador Constantino de Britania unió a los ejércitos de Britania y la Galia para hacerles frente con una campaña exitosa que le permitió recuperar gran parte del terreno perdido de tal manera que, para la primavera de 408, los arrinconó en el noroeste de la Galia. No continuó, sin embargo, la lucha contra ellos porque prefirió dirigir su atención a eliminar la resistencia que le presentaron en Hispania varios parientes de Honorio y sobre todo, a prepararse para rechazar una nueva campaña del gobierno imperial, que estaba concentrando tropas para ello en Ticinum (la actual Pavía) y en negociaciones con Alarico para que participase con sus godos en ella. De esta manera, prefirió llegar a acuerdos de paz con los invasores que se sustanciaron en permitir su asentamiento allí donde estaban y proporcionarles sustento a cuenta de los municipios.

## Desarrollo

Fragmentación del Imperio occidental en 410, poco después de que los bagaudas consiguiesen controlar el noroeste de la Galia.
Zonas de control:

### Los bagaudas se hacen con el control de parte de la Galia
A inicios de 409, Constantino había conseguido llegar a la cima de su poder ya que controlaba toda la prefectura de las Galias y Honorio había accedido a reconocerlo como coemperador además de nombrarlo cónsul honorario. Sin embargo, descuidó su retaguardia ya que no acabó con el problema que suponían los invasores del Rin. La población de las provincias donde quedaron asentados se hartó de sus excesos y de entregarles suministros sin que Constantino —al que también tenían que sustentar con sus impuestos— interviniese. Animados por el ejemplo de los britanos que habían expulsado, por sí mismos, a los sajones, decidieron, entonces, hacerles frente por su cuenta mediante la formación de milicias armadas que les permitieron cortar los suministros y defenderse de sus rapiñas. Para mediados de 409, la resistencia se había extendido lo suficiente como para que las tribus bárbaras decidiesen abandonar sus asentamientos y dirigirse a Hispania con la intención de saquearla y asentarse allí. Los funcionarios del gobierno de Constantino, quienes no habían hecho nada para defender a la población, fueron, también, expulsados de tal manera que este perdió por completo el control de esas provincias. Los grupos bagaudas consiguieron, con ello, dominar un área que abarcaba Aquitania segunda, Lugdunensis secunda, Lugdunensis III y Lugdunensis IV

### Falta de respuesta imperial
El gobierno de Honorio envió a Flavio Constancio en 411 para acabar con Constantino de Britania y para septiembre, lo consiguió derrotar en Arlés aunque no pudo continuar su campaña por el resto de las Galias y recuperarlas completamente para el Imperio ya que tuvo que volver a Italia para defender a su gobierno frente a los visigodos. De esta manera, los grupos de bagaudas pudieron seguir controlando sus provincias mientras que la aristocracia del resto de la Galia, por su parte, rechazó volver al control del gobierno de Rávena y eligió a uno de ellos como nuevo emperador: Jovino. La falta de tropas del usurpador le obligó a recurrir a aliados bárbaros y a centrarse en el control del valle del Ródano sin que pudiese intervenir en las provincias rebeldes que no se unieron a él. Su usurpación duró casi dos años durante los que los bagaudas no fueron molestados. Tras su muerte, tampoco el gobierno imperial pudo ocuparse en recuperar las provincias porque tuvo que continuar con la guerra contra los visigodos quienes, para entonces, controlaban el área alrededor de Narbona. Llegó, finalmente, a un acuerdo con ellos en 416 donde aceptó que, tras recuperar Hispania para el Imperio, recibiesen un lugar donde asentarse definitivamente.

### Recuperación de las provincias
La paz con los visigodos en 416 y la supresión de las usurpaciones permitió que el gobierno de Honorio pudiese, finalmente, acometer la recuperación de las provincias rebeldes mediante una campaña militar en 417. Su mando se entregó a Exuperancio quien había nacido en Poitiers situada dentro de la zona rebelde donde, para entonces, parece que los milicianos se dedicaban a extorsionar a los propietarios de tierras. Se desconoce el desarrollo de la campaña pero, de una manera u otra, Exuperancio consiguió restablecer la Administración imperial. Una de las provincias —Aquitania segunda— permaneció poco dentro del control imperial ya que fue entregada, junto al valle del Garona el siguiente año 418 a los visigodos.